# Deutsche Fußball-Amateurmeisterschaft 1955
Deutscher Fußball-Amateurmeister 1955 wurden die Sportfreunde Siegen. Im Finale in Wetzlar siegten sie am 25. Juni 1955 mit 5:0 gegen die SpVgg Bad Homburg.

## Teilnehmende Mannschaften
Es nahmen 15 Amateurvertreter aus den Landesverbänden an der Vorrunde teil.
| Mannschaft                      | Landesverband      |
| ------------------------------- | ------------------ |
| ASV Feudenheim                  | Baden              |
| Würzburger Kickers              | Bayern             |
| 1. FC Neukölln                  | Berlin             |
| Blumenthaler SV                 | Bremen             |
| TSV Uetersen                    | Hamburg            |
| SpVgg Bad Homburg               | Hessen             |
| SV Bergisch Gladbach 09         | Mittelrhein        |
| Sterkrade 06/07                 | Niederrhein        |
| Eintracht Braunschweig Amateure | Niedersachsen      |
| SV Niederlahnstein              | Rheinland          |
| Heider SV                       | Schleswig-Holstein |
| FC Konstanz                     | Südbaden           |
| Normannia Pfiffligheim          | Südwest            |
| Sportfreunde Siegen             | Westfalen          |
| 1. FC Eislingen                 | Württemberg        |

## Vorrunde
Die Mannschaften wurden in drei Vierergruppen und eine Dreiergruppe eingeteilt. Nach Hin- und Rückspielen qualifizierten sich die Gruppensieger für das Halbfinale.

### Gruppe 1
| Pl. | Verein                     | Sp. | S | U | N | Tore    | Diff. | Punkte |
| --- | -------------------------- | --- | - | - | - | ------- | ----- | ------ |
| 1.  | Heider SV                  | 6   | 5 | 0 | 1 | 014:600 | +8    | 10:20  |
| 2.  | Eintracht Braunschweig Am. | 6   | 4 | 0 | 2 | 015:800 | +7    | 08:40  |
| 3.  | Blumenthaler SV            | 6   | 2 | 0 | 4 | 010:150 | −5    | 04:80  |
| 4.  | TSV Uetersen               | 6   | 1 | 0 | 5 | 007:170 | −10   | 02:10  |

### Gruppe 2
| Pl. | Verein                  | Sp. | S | U | N | Tore    | Diff. | Punkte |
| --- | ----------------------- | --- | - | - | - | ------- | ----- | ------ |
| 1.  | Sportfreunde Siegen     | 6   | 5 | 1 | 0 | 017:400 | +13   | 11:10  |
| 2.  | SV Bergisch Gladbach 09 | 6   | 3 | 1 | 2 | 013:800 | +5    | 07:50  |
| 3.  | Sterkrade 06/07         | 6   | 2 | 2 | 2 | 011:110 | ±0    | 06:60  |
| 4.  | 1. FC Neukölln          | 6   | 0 | 0 | 6 | 004:220 | −18   | 0:12   |

### Gruppe 3
| Pl. | Verein                 | Sp. | S | U | N | Tore    | Diff. | Punkte |
| --- | ---------------------- | --- | - | - | - | ------- | ----- | ------ |
| 1.  | SpVgg Bad Homburg      | 6   | 5 | 1 | 0 | 020:800 | +12   | 11:10  |
| 2.  | Normannia Pfiffligheim | 6   | 4 | 0 | 2 | 015:900 | +6    | 08:40  |
| 3.  | SV Niederlahnstein     | 6   | 0 | 3 | 3 | 004:120 | −8    | 03:90  |
| 4.  | ASV Feudenheim         | 6   | 0 | 2 | 4 | 005:150 | −10   | 02:10  |

### Gruppe 4
| Pl. | Verein             | Sp. | S | U | N | Tore    | Diff. | Punkte |
| --- | ------------------ | --- | - | - | - | ------- | ----- | ------ |
| 1.  | Würzburger Kickers | 4   | 3 | 0 | 1 | 010:500 | +5    | 06:20  |
| 2.  | 1. FC Eislingen    | 4   | 3 | 0 | 1 | 008:600 | +2    | 06:20  |
| 3.  | FC Konstanz        | 4   | 0 | 0 | 4 | 004:110 | −7    | 0:80   |

Im Entscheidungsspiel in Schwäbisch Hall setzte sich am 12. Juni 1955 vor 4000 Zuschauern Würzburg gegen Eislingen mit 1:0 durch.

## Halbfinale
|                     | Ergebnis |                    |
| ------------------- | -------- | ------------------ |
| Sportfreunde Siegen | 3:1      | Heider SV          |
| SpVgg Bad Homburg   | 2:1      | Würzburger Kickers |

## Finale
Auf einem durch Gewitterregen schwergewordenen Rasen blieb Siegen den Bad Homburgern technisch überlegen. Lediglich in der 80. Minute bot ein Handelfmeter die Möglichkeit eines Ehrentreffers für Bad Homburg, jedoch hielt Siegens Torhüter Steffe den von Zänger ausgeführten Strafstoß.
Unter den 15.000 Zuschauern, u. a. DFB-Präsident Peco Bauwens, der den Pokal übergab, befanden sich 8000 Fans der Sportfreunde Siegen, die teilweise mit zwei Sonderzügen den Weg nach Wetzlar angetreten hatten.

In Siegen wurde die Mannschaft im Triumph empfangen und von Bürgermeister Erich Pachnicke mit einem offiziellen Empfang geehrt.
| Sportfreunde Siegen                                 | Sportfreunde Siegen | SpVgg Bad Homburg | SpVgg Bad Homburg |
| --------------------------------------------------- | --- | --- | ----------------- |
| Sportfreunde Siegen                                 | \| Samstag, 25. Juni 1955 in Wetzlar (Stadion Wetzlar) \| \| Ergebnis: 5:0 (3:0) \| \| Zuschauer: 15.000 \| \| Schiedsrichter: Albert Dusch (Kaiserslautern) \|                           | \| Samstag, 25. Juni 1955 in Wetzlar (Stadion Wetzlar) \| \| Ergebnis: 5:0 (3:0) \| \| Zuschauer: 15.000 \| \| Schiedsrichter: Albert Dusch (Kaiserslautern) \|                      | SpVgg Bad Homburg |
| Sportfreunde Siegen                                 | Werner Steffe – Heinz Kirsch, Friedel Klein, Herbert Schäfer, Paul Haase, Werner Kurth, Werner Rarrasch, Hans Czerny, Günther Neuser, Otto Nauroth, Willi Elze Cheftrainer: Jean Paffrath | Udo Klug – Erich Füller, Helmut Bürger, Fritz Kleemann, Fritz Zänger, Siggi Kellner, „Molly“ Kilb, Hermann Kranz, Harald Wandelt, Erich Rühl, Willi Nazarenus Cheftrainer: Ernst Bös | SpVgg Bad Homburg |
| Sportfreunde Siegen                                 | 1:0 Nauroth (14.) 2:0 Haase (22.) 3:0 Haase (29.) 4:0 Kurth (77.) 5:0 Nauroth (84.) | | SpVgg Bad Homburg |
| Samstag, 25. Juni 1955 in Wetzlar (Stadion Wetzlar) | | |                   |
| Ergebnis: 5:0 (3:0)                                 | | |                   |
| Zuschauer: 15.000                                   | | |                   |
| Schiedsrichter: Albert Dusch (Kaiserslautern)       | | |                   |